# Paleografija
Paleografija (iz starogrško παλαιός, latinizirano: palaiós, dob. 'star' in γράφειν, gráphein, 'pisati') je pomožna zgodovinska veda, ki preučuje zgodovinske pisne sisteme. Zajema zgodovinskost rokopisov in besedil ter vključuje dešifriranje in datiranje rokopisov, pa tudi analizo pisave, pomena in tiskanih medijev. Veda se ukvarja predvsem z oblikami, procesi in razmerji v pisnih in tiskarskih sistemih, ki so razvidni iz besedila, dokumenta ali rokopisa; analiza vsebine dokumentov pa je sekundarna funkcija. Disciplina zajema tudi dešifriranje, branje in datiranje rokopisov ter obravnavanje kulturnega konteksta zapisanega, vključno z metodami, s katerimi so nastajala besedila, kot so kodeksi, traktati in monografije, ter zgodovino skriptorijev. Paleografija je pomembna za razumevanje, potrjevanje pristnosti ter okvirno datacijo danega besedila, a je brez dodatnih dokazov ni moč uporabiti za natančno datacijo besedila.
Za utemeljitelja discipline velja Jean Mabillon s svojim delom De re diplomatica iz leta 1681, prvim delom na to temo. Izraz 'paleografija' je uvedel Bernard de Montfaucon z izdajo svojega dela o grški paleografiji Palaeographia Graeca leta 1708.